# Lithosite
La lithosite è un minerale.